# Barranca (Schiff)
Das Containerschiff Barranca war das erste von zwei Schiffen besonderer Bauart, die nur zum Transport von Bananencontainern der United Fruit Company zwischen dem honduranischen Hafen Puerto Cortés und Galveston in den Vereinigten Staaten gebaut wurden. Das Schwesterschiff war die baugleiche Bayano.

## Geschichte
Die beiden in der spanischen Werft Astilleros Hijos de J. Barreras in Vigo gebauten Schiffe dienten allein dem Transport von mit Bananen gefüllten Kühlcontainern und bildeten damit eine besondere Entwicklung der Kühlcontainerschifffahrt Anfang der 1970er Jahre. Kurze Wege des Transportes der profitablen Ware Bananen konnten so für den US-amerikanischen Markt speziell aus dem Erzeugerland Honduras realisiert werden. Gebaut wurden beide Schiffe im Auftrag der United Fruit Company, die Bereederung wurde von der Fyffes Line (Elder & Fyffes) mit Sitz in London durchgeführt.

## Das Schiff
Die Kiellegung in der spanischen Werft fand am 25. Juni 1970 statt. Vom Stapel lief es nach knapp zehnmonatiger Bauzeit am 24. April 1971. Die Ablieferung an den Reeder erfolgte am 19. Februar 1972 mit der Überführung in den texanischen Heimathafen. Die weit vorn liegenden Aufbauten mit den Bedienungsanlagen und den Unterkünften für die Besatzung ließen es zu, dass der bordeigene 29,5-Mp-Portalkran alle fünf das Schiff aufteilenden Containerzellen bedienen konnte. Diese Be- und Entladetechnologie war entscheidend für kurze Umläufe der Schiffe und zügige Lade- und Löschvorgänge der verderblichen Ladung. Das Schiff konnte insgesamt 80 40-Fuß-Container (FEU), davon 47 Container unter Deck und 37 an Oberdeck transportieren. Um möglichst viele Container unter Deck fahren zu können, wurden keine geschlossenen Zellen gebaut. Dadurch war eine optimale Wärmeableitung der Abwärme, die durch die Kühlaggregate entstand, gewährleistet. Zwischen jeder Containerzelle befand sich ein Quergang. An den Bordwänden gab es mit Hochleistungsventilatoren bestückte Längsgänge. Die speziellen Kühlcontainer hatten zwei unabhängige Kühlsysteme, einen elektrischen Anschluss für den Bordbetrieb und einen Dieselantrieb für die Landbeförderung.
Angetrieben wurde das Schiff von zwei Dieselmotoren mit je 3200 PS über ein Untersetzungsgetriebe auf je eine dreiflügelige Schiffsschraube. Die Schiffsschrauben hatten jeweils einen Durchmesser von 3,2 Meter. Für die Stromversorgung an Bord waren drei 525-kW-Dieselgeneratoren vorgesehen. Zusätzlich befand sich ein 80-kW-Notaggregat an Bord. Das Schiff besaß ein Doppelschweberuder und eine 300-PS Bugstrahlanlage. Klassifiziert war das Containerschiff bei Lloyd’s Register of Shipping. Beide Schiffe wurden nur je zwölf Jahre betrieben, um 1984 aufgelegt und im darauffolgenden Jahr abgebrochen zu werden.